# Filmografia della Thanhouser
Di seguito, sono elencati i film prodotti e distribuiti dalla Thanhouser negli anni di attività che vanno dal 1910 al 1917 desunti (salvo diversa attribuzione) da IMDb.
1910 - 1911 - 1912 - 1913 - 1914 - 1915 - 1916 - 1917

## Produzione

### 1910
- The Actor's Children, regia di Barry O'Neil – cortometraggio (1910)
- St. Elmo, regia di Lloyd B. Carleton e Barry O'Neil – cortometraggio (1910)
- She's Done It Again, regia di Lloyd B. Carleton – cortometraggio (1910)
- Daddy's Double, regia di Lloyd Lonergan – cortometraggio (1910)
- The Old Shoe Came Back – cortometraggio (1910)
- A Twenty-Nine Cent Robbery – cortometraggio (1910)
- The Sand Man's Cure – cortometraggio (1910)
- Her Battle for Existence – cortometraggio (1910)
- The Cigars His Wife Bought – cortometraggio (1910)
- She Wanted to Marry a Hero – cortometraggio (1910)
- Jane Eyre – cortometraggio (1910)
- The Best Man Wins – cortometraggio (1910)
- Cupid at the Circus – cortometraggio (1910)
- The Winter's Tale, regia di Theodore Marston e Barry O'Neil – cortometraggio (1910)
- The Girl of the Northern Woods, regia di Barry O'Neil – cortometraggio (1910)
- The Two Roses – cortometraggio (1910)
- The Writing on the Wall, regia di Barry O'Neil – cortometraggio (1910)
- The Woman Hater – cortometraggio (1910)
- The Little Hero of Holland – cortometraggio (1910)
- Roosevelt's Return – cortometraggio (1910)
- Thelma – cortometraggio (1910)
- The Governor's Daughter – cortometraggio (1910)
- Tempest and Sunshine – cortometraggio (1910)
- The Flag of His Country – cortometraggio (1910)
- Gone to Coney Island – cortometraggio (1910)
- Booming Business – cortometraggio (1910)
- The Girl Strike Leader – cortometraggio (1910)
- The Lucky Shot – cortometraggio (1910)
- The Converted Deacon – cortometraggio (1910)
- The Girls of the Ghetto – cortometraggio (1910)
- The Playwright's Love – cortometraggio (1910)
- Uncle Tom's Cabin, regia di Barry O'Neil – cortometraggio (1910)
- The Mermaid – cortometraggio (1910)
- Jenks' Day Off – cortometraggio (1910)
- The Restoration – cortometraggio (1910)
- The Mad Hermit, regia di Barry O'Neil – cortometraggio (1910)
- Lena Rivers – cortometraggio (1910)
- The Girl Reporter – cortometraggio (1910)
- She Stoops to Conquer – cortometraggio (1910)
- A Dainty Politician – cortometraggio (1910)
- The Latchkey – cortometraggio (1910)
- An Assisted Elopement – cortometraggio (1910)
- A Fresh Start – cortometraggio (1910)
- Mother – cortometraggio (1910)
- The Doctor's Carriage – cortometraggio (1910)
- Tangled Lives – cortometraggio (1910)
- The Stolen Invention – cortometraggio (1910)
- Not Guilty – cortometraggio (1910)
- The Convict – cortometraggio (1910)
- A Husband's Jealous Wife – cortometraggio (1910)
- Home Made Mince Pie – cortometraggio (1910)
- Dots and Dashes – cortometraggio (1910)
- Leon of the Table D'Hote – cortometraggio (1910)
- Avenged – cortometraggio (1910)
- Alaska's Adieu to Winter – cortometraggio (1910)
- Pocahontas – cortometraggio (1910)
- Delightful Dolly – cortometraggio (1910)
- Oh, What a Knight! – cortometraggio (1910)
- Their Child – cortometraggio (1910)
- Young Lord Stanley – cortometraggio (1910)
- The Life of a Fireman – cortometraggio (1910)
- Parade of the Volunteer Firemen of Westchester County and Vicinity – cortometraggio (1910)
- The Fairies' Hallowe'en – cortometraggio (1910)
- Mistress and Maid – cortometraggio (1910)
- Ten Nights in a Bar Room – cortometraggio (1910)
- The Little Fire Chief – cortometraggio (1910)
- The American and the Queen – cortometraggio (1910)
- Paul and Virginia – cortometraggio (1910)
- The City of Her Dreams – cortometraggio (1910)
- A Thanksgiving Surprise – cortometraggio (1910)
- The Wild Flower and the Rose – cortometraggio (1910)
- Value Beyond Price – cortometraggio (1910)
- John Halifax, Gentleman, regia di Theodore Marston – cortometraggio (1910)
- Rip van Winkle – cortometraggio (1910)
- The Iron Clad Lover – cortometraggio (1910)
- The Girls He Left Behind Him – cortometraggio (1910)
- Love and Law – cortometraggio (1910)
- The Millionaire Milkman – cortometraggio (1910)
- Looking Forward – cortometraggio (1910)
- The Childhood of Jack Harkaway – cortometraggio (1910)
- The Vicar of Wakefield – cortometraggio (1910)
- Hypnotized – cortometraggio (1910)

### 1911
- The Pasha's Daughter – cortometraggio (1911)
- Baseball and Bloomers – cortometraggio (1911)
- The Only Girl in Camp – cortometraggio (1911)
- Everybody Saves Father – cortometraggio (1911)
- The Vote That Counted – cortometraggio (1911)
- Bertie's Brainstorm – cortometraggio (1911)
- The Old Curiosity Shop, regia di Barry O'Neil – cortometraggio (1911)
- When Love Was Blind, regia di Lucius Henderson – cortometraggio (1911)
- Stealing a Ride – cortometraggio (1911)
- Prompt Payment – cortometraggio (1911)
- Only in the Way – cortometraggio (1911)
- Adrift, regia di Lucius Henderson – cortometraggio (1911)
- The Westerner and the Earl – cortometraggio (1911)
- The Norwood Necklace – cortometraggio (1911)
- For Her Sake – cortometraggio (1911)
- Checkmate – cortometraggio (1911)
- For Washington – cortometraggio (1911)
- A Newsboy Hero – cortometraggio (1911)
- The Little Mother – cortometraggio (1911)
- Stage Struck – cortometraggio (1911)
- The Mummy – cortometraggio (1911)
- The Spirit Hand – cortometraggio (1911)
- His Younger Brother – cortometraggio (1911)
- Robert Emmet – cortometraggio (1911)
- Waiting at the Church – cortometraggio (1911)
- Divorce – cortometraggio (1911)
- The Tramp – cortometraggio (1911)
- The Imposter, regia di Lucius Henderson – cortometraggio (1911)
- Silas Marner, regia di Theodore Marston – cortometraggio (1911)
- The Charity of the Poor – cortometraggio (1911)
- Vindicated – cortometraggio (1911)
- Velvet and Rags – cortometraggio (1911)
- Old Home Week – cortometraggio (1911)
- Cally's Comet – cortometraggio (1911)
- Weighed in the Balance – cortometraggio (1911)
- The Poet of the People – cortometraggio (1911)
- An Elevator Romance – cortometraggio (1911)
- The Pillars of Society – cortometraggio (1911)
- The Sinner – cortometraggio (1911)
- The Railroad Builder – cortometraggio (1911)
- The Regimental Ball – cortometraggio (1911)
- The Colonel and the King – cortometraggio (1911)
- Lady Clare – cortometraggio (1911)
- The Stage Child – cortometraggio (1911)
- Get Rich Quick – cortometraggio (1911)
- A Wartime Wooing – cortometraggio (1911)
- A Circus Stowaway – cortometraggio (1911)
- The Stepmother – cortometraggio (1911)
- The Rescue of Mr. Henpeck – cortometraggio (1911)
- Motoring – cortometraggio (1911)
- Little Old New York – cortometraggio (1911)
- Flames and Fortune – cortometraggio (1911)
- The Coffin Ship – cortometraggio (1911)
- Foxy Grandma – cortometraggio (1911)
- Courting Across the Court – cortometraggio (1911)
- Lorna Doone – cortometraggio (1911)[1]
- The Declaration of Independence – cortometraggio (1911)
- The Court's Decree – cortometraggio (1911)
- When a Man Fears – cortometraggio (1911)
- Won by Wireless – cortometraggio (1911)
- That's Happiness – cortometraggio (1911)
- Two Little Girls – cortometraggio (1911)
- The Smuggler – cortometraggio (1911)
- A Doll's House – cortometraggio (1911)
- The Pied Piper of Hamelin, regia di Theodore Marston – cortometraggio (1911)
- The Judge's Story – cortometraggio (1911)
- Back to Nature – cortometraggio (1911)
- Cupid the Conqueror (1911)
- Nobody Loves a Fat Woman (1911)
- The Train Despatcher (1911)
- The Cross (1911)
- The Romance of Lonely Island (1911)
- The Moth (1911)
- Romeo and Juliet, regia di Barry O'Neil (1911)
- Count Ivan and the Waitress (1911)
- The Buddhist Priestess – cortometraggio (1911)
- In the Chorus (1911)
- The Lie (1911)
- The Honeymooners (1911)
- Young Lochinvar (1911)
- Love's Sacrifice (1911)
- The Five Rose Sisters (1911)
- The East and the West (1911)
- The Higher Law, regia di George Nichols – cortometraggio (1911)
- The Tempter and Dan Cupid (1911)
- David Copperfield, regia di Theodore Marston – cortometraggio (1911)
- The Satyr and the Lady – cortometraggio (1911)
- The Jewels of Allah (1911)
- Austin Flood (1911)
- Their Burglar (1911)
- The Missing Heir (1911)
- The Last of the Mohicans, regia di Theodore Marston – cortometraggio (1911)
- The Higher the Fewer (1911)
- A Mother's Faith (1911)
- A Master of Millions (1911)
- The Baseball Bug (1911)
- The Tempest, regia di Edwin Thanhouser – cortometraggio (1911)
- Beneath the Veil (1911)
- The Newsy and the Tramp (1911)
- Brother Bob's Baby (1911)
- The Lady from the Sea, regia di Lucius Henderson – cortometraggio (1911)
- Deacon Debbs (1911)
- The Tomboy (1911)
- Cinderella, regia di George O. Nichols (1911)
- She, regia di George Nichols (1911)
- The Expert's Report (1911)

### 1912
- The Passing, regia di George Nichols – cortometraggio (1912)
- A Columbus Day Conspiracy (1912)
- Just a Bad Kid (1912)
- The Twelfth Juror (1912)
- Dr. Jekyll and Mr. Hyde – cortometraggio (1912)
- A Niagara Honeymoon (1912)
- Her Ladyship's Page (1912)
- East Lynne, regia di Theodore Marston – cortometraggio (1912)
- As It Was in the Beginning (1912)
- On Probation (1912)
- The Trouble Maker (1912)
- The Signal Code (1912)
- The Silent Witness (1912)
- Surelock Jones, Detective (1912)
- Washington in Danger (1912)
- A Message from Niagara (1912)
- The Guilty Baby (1912)
- The Arab's Bride, regia di George Nichols (1912)
- Extravagance, regia di George Nichols (1912)
- His Great Uncle's Spirit (1912)
- Flying to Fortune, regia di George Nichols (1912)
- The Poacher, regia di Lucius Henderson (1912)
- Nicholas Nickleby, regia di George Nichols (1912)
- The Taming of Mary, regia di George Nichols (1912)
- The Golf Caddie's Dog, regia di George Nichols (1912)
- For Sale - A Life, regia di George Nichols (1912)
- My Baby's Voice, regia di Lucius Henderson (1912)
- The Star of the Side Show, regia di Lucius Henderson (1912)
- The Girl of the Grove, regia di George Nichols (1912)
- A Love of Long Ago, regia di George Nichols (1912)
- An Easy Mark, regia di Lucius Henderson (1912)
- The Crazy Quilt (1912)
- The Baby Bride, regia di Lucius Henderson (1912)
- Into the Desert, regia di George Nichols (1912)
- Rejuvenation, regia di George Nichols (1912)
- When Mandy Came to Town, regia di Lucius Henderson (1912)
- The Cry of the Children regia di George Nichols (1912)
- Dora Thorne, regia di George Nichols (1912)
- Miss Arabella Snaith, regia di George Nichols (1912)
- The Saleslady, regia di George Nichols (1912)
- Love's Miracle, regia di George Nichols (1912)
- Niagara the Beautiful documentario (1912)
- Jilted (1912)
- The Little Shut-In regia di Lucius Henderson (1912)
- Jess, regia di George Nichols (1912)
- The Ring of a Spanish Grandee, regia di George Nichols (1912)
- Whom God Hath Joined, regia di George Nichols (1912)
- Dottie's New Doll, regia di Lucius Henderson (1912)
- Her Secret, regia di Lucius Henderson (1912)
- On the Stroke of Five, regia di Lucius Henderson (1912)
- Why Tom Signed the Pledge, regia di Lucius Henderson (1912)
- The Night Clerk's Nightmare, regia di Lucius Henderson (1912)
- The Twins, regia di Lucius Henderson (1912)
- Called Back, regia di George Nichols (1912)
- Farm and Flat, regia di Lucius Henderson (1912)
- In Blossom Time, regia di George Nichols (1912)
- The Professor's Son, regia di Lucius Henderson (1912)
- Old Bess (1912)
- Doggie's Debut, regia di Lucius Henderson (1912)
- Out of the Dark, regia di George Nichols (1912)
- Ma and Dad, regia di George Nichols (1912)
- Under Two Flags, regia di Lucius Henderson (1912)
- Pa's Medicine, regia di George Nichols (1912)
- Hazers Hazed, regia di George Nichols (1912)
- Nursie and the Knight (1912)
- The Finger of Scorn, regia di Lloyd Lonergan (1912)
- Vengeance Is Mine, regia di Lloyd Lonergan (1912)
- The Ranchman and the Hungry Bird (1912)
- Only a Miller's Daughter (1912)
- The Portrait of Lady Anne, regia di Lloyd Lonergan (1912)
- The Merchant of Venice, regia di Lucius Henderson (1912)
- Cousins, regia di Lucius Henderson (1912)
- Treasure Trove (1912)
- A New Cure for Divorce (1912)
- One of the Honor Squad (1912)
- Baby Hands (1912)
- Old Doctor Judd (1912)
- Big Sister (1912)
- Now Watch the Professor (1912)
- The Wrecked Taxi (1912)
- Warner's Waxworks (1912)
- As Others See Us
- Her Darkest Hour (1912)
- Conductor 786 (1912)
- When a Count Counted, regia di Lloyd Lonergan (1912)
- Lucile, regia di Lucius Henderson (1912)
- The Capture of New York (1912)
- The Voice of Conscience (1912)
- His Father's Son (1912)
- Don't Pinch My Pup (1912)
- A Star Reborn (1912)
- The Birth of the Lotus Blossom, regia di Albert W. Hale (1912)
- Orator, Knight and Cow Charmer (1912)
- The Mail Clerk's Temptation (1912)
- Two Souls
- At the Foot of the Ladder (1912)
- Undine, regia di Lucius Henderson (1912)
- But the Greatest of These Is Charity (1912)
- Please Help the Pore (1912)
- Letters of a Lifetime, regia di Albert W. Hale (1912)
- The Warning (1912)
- A Six Cylinder Elopement (1912)
- Specimens from the New York Zoological Park
- Miss Robinson Crusoe (1912)
- Dotty, the Dancer (1912)
- When Mercy Tempers Justice (1912)
- For the Mikado, regia di Albert W. Hale (1912)
- The Woman in White (1912)
- In a Garden (1912)
- Taking Care of Baby (1912)
- Mary's Goat (1912)
- Put Yourself in His Place, regia di Theodore Marston (1912)
- The Little Girl Next Door, regia di Lucius Henderson (1912)
- Petticoat Camp (1912)
- The Ladder of Life (1912)
- Through the Flames (1912)
- A Noise Like a Fortune (1912)
- The County's Prize Baby (1912)
- In Time of Peril (1912)
- Frankfurters and Quail (1912)
- Miss Taku of Tokyo, regia di Albert W. Hale (1912)
- Cross Your Heart (1912)
- The Truant's Doom (1912)
- The Thunderbolt (1912)
- The Forest Rose, regia di Theodore Marston (1912)
- Standing Room Only (1912)
- A Will and a Way (1912)
- A Romance of the U.S.N. (1912)
- At Liberty -- Good Press Agent (1912)
- Aurora Floyd, regia di Theodore Marston (1912)
- Brains vs. Brawn (1912)
- The Other Half (1912)
- The Race
- The Repeater (1912)
- The Star of Bethlehem, regia di Lawrence Marston (1912)
- A Militant Suffragette (1912)
- With the Mounted Police (1912)

### 1913
- A Poor Relation (1913)
- A Guilty Conscience (1913)
- The Boomerang (1913)
- The Evidence of the Film, regia di Lawrence Marston e Edwin Thanhouser (1913)
- The City Mouse (1913)
- The Tiniest of Stars (1913)
- Napoleon's Luck Stone (1913)
- The Commuter's Cat (1913)
- A Few Million Birds (1913)
- Her Fireman (1913)
- The Floorwalker's Triumph (1913)
- Los Angeles the Beautiful (1913)
- Her Nephews from Labrador (1913)
- The Dove in the Eagle's Nest, regia di Lawrence Marston (1913)
- Psychology of Fear (1913)
- Seven Ages of an Alligator (1913)
- His Uncle's Wives, regia di Lawrence Marston (1913)
- When the Studio Burned, regia di Lawrence Marston (1913)
- While Mrs. McFadden Looked Out (1913)
- Good Morning, Judge, regia di Lawrence Marston (1913)
- A Mystery of Wall Street (1913)
- Some Fools There Were, regia di Lucius Henderson (1913)
- Half Way to Reno, regia di Thomas N. Heffron (1913)
- The Pretty Girl in Lower Five, regia di Lucius Henderson (1913)
- The Two Sisters (1913)
- The Ghost in Uniform, regia di Lloyd Lonergan (1913)
- Sherlock Holmes Solves the Sign of the Four, regia di Lloyd Lonergan (1913)
- When Dreams Come True, regia di Lucius Henderson (1913)
- The Way to a Man's Heart, regia di Lucius Henderson (1913)
- His Heroine, regia di Lucius Henderson (1913)
- Inauguration Ceremonies (1913)
- Her Neighbor, regia Lucius Henderson (1913)
- Pasadena Chariot Races (1913)
- An Honest Young Man, regia di Lucius Henderson (1913)
- Just a Shabby Doll (1913)
- The Idol of the Hour, regia di Lucius Henderson (1913)
- Babies Prohibited (1913)
- The Heart of a Child (1913)
- Won at the Rodeo, regia di Lucius Henderson (1913)
- Her Gallant Knights (1913)
- For Her Boy's Sake (1913)
- Cymbeline, regia di Lucius Henderson (1913)
- The Wax Lady (1913)
- The Woman Who Did Not Care (1913)
- The Spoiled Darling's Doll (1913)
- When Ghost Meets Ghost, regia di Robert Thornby (1913)
- The Patriot (1913)
- The Changeling (1913)
- The Dog in the Baggage Car (1913)
- The Girl and the Grafter (1913)
- Retribution (1913)
- The Children's Conspiracy (1913)
- An American in the Making, regia di Carl Gregory (1913)
- Priscilla's Pets (1913)
- For Another's Sin (1913)
- Rosie's Revenge (1913)
- The Girl Detective's Ruse (1913)
- The Widow's Stratagem (1913)
- Express C.O.D., regia di Lloyd Lonergan (1913)
- Her Sister's Secret (1913)
- The Other Girl (1913)
- Barred from the Mails (1913)
- The Marble Heart (1913)
- Why Babe Left Home (1913)
- A Business Woman (1913)
- In Their Hour of Need (1913)
- A Pullman Nightmare (1913)
- Carmen, regia di Lucius Henderson (1913)
- A Victim of Circumstances (1913)
- The Runaway
- The Caged Bird (1913)
- Miss Mischief, regia di Lloyd Lonergan (1913)
- While Baby Slept, regia di Lloyd Lonergan (1913)
- His Sacrifice (1913)
- The Head of the Ribbon Counter (1913)
- The Snare of Fate, regia di Lloyd Lonergan (1913)
- The Eye of Krishla (1913)
- Forgive Us Our Trespasses (1913)
- The Lost Combination (1913)
- A Modern Lochinvar (1913)
- King René's Daughter, regia di Eugene Moore (1913)
- Her Two Jewels (1913)
- For the Man She Loved (1913)
- An Errand of Mercy (1913)
- A Crepe Bonnet (1913)
- Tannhäuser, regia di Lucius Henderson (1913)
- Brethren of the Sacred Fish (1913)
- When Darkness Came (1913)
- The Top of New York (1913)
- Willie, the Wild Man (1913)
- Little Dorrit, regia di James Kirkwood (1913)
- In the Nick of Time (1913)
- Proposal by Proxy (1913)
- Anniversary of the Huguenot Landing documentario (1913)
- The Protectory's Oldest Boy (1913)
- The Girl of the Cabaret (1913)
- Oh! Such a Beautiful Ocean (1913)
- The Missing Witness, regia di Thomas N. Heffron (1913)
- The Lie That Failed (1913)
- Waiting for Hubby (1913)
- The Spirit of Envy (1913)
- The Medium's Nemesis (1913)
- An Unromantic Maiden, regia di Lloyd Lonergan (1913)
- The Ward of the King, regia di Eugene Moore (1913)
- The Spartan Father, regia di Eugene Moore (1913)
- Frazzled Finance (1913)
- The Veteran Mounted Police Horse (1913)
- His Last Bet (1913)
- Taming Their Grandchildren (1913)
- The Message to Headquarters (1913)
- Redemption (1913)
- Flood Tide, regia di Eugene Moore (1913)
- When the Worm Turned, regia di Lawrence Marston (1913)
- Robin Hood, regia di Theodore Marston (1913)
- An Unfair Exchange (1913)
- The Official Goat Protector (1913)
- The Farmer's Daughters, regia di Lloyd Lonergan (1913)
- Moths, regia di Lawrence Marston (1913)
- Life's Pathway, regia di Thomas N. Heffron (1913)
- The Twins and the Other Girl (1913)
- Louie, the Life Saver, regia di Carl Gregory (1913)
- A Girl Worth While
- A Daughter Worth While
- A Deep Sea Liar, regia di Carl Gregory (1913)
- The Plot Against the Governor
- The Final Game
- A Peaceful Victory (1913)
- Beauty in the Seashell, regia di Carl Gregory (1913)
- The Mystery of the Haunted Hotel, regia di Carl Gregory (1913)
- The Old Folks at Home
- Lobster Salad and Milk, regia di Carl Gregory (1913)
- The Silver-Tongued Orator
- Democratic Club Clambake
- How Filmy Won His Sweetheart (1913)
- A Twentieth Century Farmer (1913)
- Algy's Awful Auto, regia di Carl Gregory (1913)
- The Water Cure (1913)
- The Junior Partner (1913)
- Little Brother (1913)
- Friday the Thirteenth, regia di Carl Gregory (1913)
- Le vacanze di Arcibaldo (Looking for Trouble), regia di Carl Gregory (1913)
- A Campaign Manageress, regia di Carl Gregory (1913)
- The Children's Hour, regia di Eugene Moore (1913)
- Bread Upon the Waters, regia di Carl Gregory (1913)
- He Couldn't Lose, regia di Lloyd Lonergan (1913)
- Baby's Joy Ride (1913)
- A Shot Gun Cupid, regia di Carl Gregory (1913)
- A Clothes-Line Quarrel (1913)
- Their Great Big Beautiful Doll
- The Blight of Wealth (1913)
- Her Right to Happiness, regia di Carl Gregory (1913)
- Curfew Shall Not Ring Tonight (1913)
- The Henpecked Hod Carrier (1913)
- The Legend of Provence, regia di Eugene Moore (1913)
- The Problem Love Solved (1913)
- What Might Have Been (1913)
- The Little Church Around the Corner, regia di Carl Gregory (1913)
- The Milkman's Revenge (1913)
- A Beauty Parlor Graduate (1913)
- Uncle's Namesakes (1913)
- His Imaginary Family, regia di Carl Gregory (1913)
- Lawyer, Dog and Baby (1913)
- Peggy's Invitation, regia di James Durkin (1913)
- The Law of Humanity, regia di Carl Gregory (1913)
- The Bush Leaguer's Dream (1913)
- Jack and the Beanstalk (1913)
- An Orphan's Romance (1913)
- His Father's Wife (1913)
- Cupid's Lieutenant, regia di Carl Gregory (1913)
- The Head Waiter (1913)
- An Amateur Animal Trainer (1913)

### 1914
- The Adventures of a Diplomatic Freelance, regia di Frederick Sullivan (1914)
- Frou Frou, regia di Eugene Moore (1914)
- Their Golden Wedding (1914)
- A Rural Free Delivery Romance, regia di Carl Gregory (1914)
- Mrs. Pinkhurst's Proxy (1914)
- The Runaway Princess (1914)
- A Circumstantial Nurse, regia di Carl Gregory (1914)
- Two Little Dromios (1914)
- Adrift in a Great City (1914)
- When the Cat Came Back, regia di Carl Gregory (1914)
- Coals of Fire (1914)
- Turkey Trot Town (1914)
- Her Love Letters (1914)
- The Vacant Chair, regia di Carl Gregory (1914)
- An Elusive Diamond (1914)
- The Elevator Man (1914)
- The Woman Pays, regia di Eugene Moore (1914)
- The Purse and the Girl, regia di Carl Gregory (1914)
- Why Reginald Reformed (1914)
- Joseph in the Land of Egypt, regia di Eugene Moore (1914)
- Twins and a Stepmother (1914)
- Where Paths Diverge, regia di Carl Gregory (1914)
- The Success of Selfishness (1914)
- Percy's First Holiday, regia di Carl Gregory (1914)
- The Dancer (1914)
- The Tangled Cat, regia di Carl Gregory (1914)
- The Skating Master (1914)
- A Leak in the Foreign Office, regia di Frederick Sullivan (1914)
- All's Well That Ends Well, regia di Carl Gregory (1914)
- A Can of Baked Beans (1914)
- The Golden Cross (1914)
- Their Best Friend (1914)
- The Hold-Up, regia di Carl Gregory (1914)
- The Scientist's Doll (1914)
- Cardinal Richelieu's Ward, regia di Eugene Moore (1914)
- The Desert Tribesman (1914)
- A Seminary Consumed by Flames, regia di Carroll Fleming (1914)
- Her Way, regia di Carl Gregory (1914)
- Guilty or Not Guilty (1914)
- Kathleen the Irish Rose, regia di Carroll Fleming (1914)
- Billy's Ruse (1914)
- The Eugenic Boy (1914)
- The Cat's Paw, regia di Frederick Sullivan (1914)
- The Grand Passion (1914)
- Their Cousin from England (1914)
- The Miser's Reversion (1914)
- Beautiful Snow, regia di Carl Gregory (1914)
- When Sorrow Fades (1914)
- Repentance (1914)
- Her First Lesson, regia di Carl Gregory (1914)
- The Tin Soldier and the Dolls (1914)
- A Debut in the Secret Service, regia di Frederick Sullivan (1914)
- Too Much Turkey, regia di Carl Gregory (1914)
- Beating Back, regia di Caryl S. Fleming (1914)
- An Hour of Youth, regia di Carroll Fleming (1914)
- The Musician's Daughter (1914)
- Her Awakening, regia di Carl Gregory (1914)
- The Infant Heart Snatcher (1914)
- The Strike, regia di Carl Gregory e Henry Harrison Lewis (1914)
- When Algy Froze Up (1914)
- His Reward, regia di Frederick Sullivan (1914)
- The Strategy of Conductor 786 (1914)
- From the Flames, regia di Carroll Fleming (1914)
- Politeness Pays, regia di Carl Gregory (1914)
- Getting Rid of Algy (1914)
- A Woman's Loyalty, regia di Howell Hansel (1914)
- Forced to Be Stylish, regia di Carl Gregory (1914)
- Lost: A Union Suit, regia di Carroll Fleming (1914)
- A Mohammedan Conspiracy, regia di Frederick Sullivan (1914)
- In Her Sleep, regia di Carl Gregory (1914)
- The Somnambulist, regia di John W. Kellette (1914)
- A Dog of Flanders, regia di Howell Hansel (1914)
- A Circus Romance, regia di Carl Gregory (1914)
- Algy's Alibi (1914)
- Was She Right in Forgiving Him? (1914)
- Pamela Congreve, regia di Eugene Moore (1914)
- The Legend of Snow White (1914)
- A Telephone Strategy, regia di Carl Gregory (1914)
- When the Wheels of Justice Clogged, regia di James Durkin (1914)
- From the Shadows (1914)
- His Enemy, regia di Carl Gregory (1914)
- The Scrub Lady (1914)
- Rivalry (1914)
- The Toy Shop, regia di Carl Gregory (1914)
- The Girl Across the Hall (1914)
- Remorse, regia di James Durkin (1914)
- The Man Without Fear (1914)
- The Little Señorita, regia di Carl Gregory (1914)
- The Outlaw's Nemesis, regia di James Durkin (1914)
- The Million Dollar Mystery serial, regia di Howell Hansel (1914)
- For Her Child (1914)
- Professor Snaith, regia di Carl Gregory (1914)
- At the Bottom of the Ocean, regia di Carl Gregory (1914)
- The Widow's Mite (1914)
- The Harlow Handicap (1914)
- The Decoy, regia di Carl Gregory (1914)
- A Cooked Goose (1914)
- Deborah (1914)
- The Girl of the Seasons, regia di Carl Gregory (1914)
- The Leaven of Good (1914)
- The Substitute, regia di Carroll Fleming (1914)
- The Veteran's Sword, regia di Carl Gregory (1914)
- A Gentleman for a Day (1914)
- Harry's Waterloo (1914)
- The Pendulum of Fate (1914)
- The Cavalry at Fort Meyer, Va., regia di Carl Gregory (1914)
- Harvesting Ice, regia di Carl Gregory (1914)
- A Bahamian Pineapple Plantation, regia di Carl Gregory (1914)
- From Wash to Washington, regia di James Cruze (1914)
- The Messenger of Death (1914)
- The Target of Destiny, regia di Carl Gregory (1914)
- The Butterfly Bug (1914)
- The Guiding Hand (1914)
- Her Duty (1914)
- The Tell-Tale Scar (1914)
- Stronger Than Death (1914)
- In Peril's Path (1914)
- A Rural Romance, regia di Arthur Ellery (1914)
- Her Big Brother (1914)
- McCarn Plays Fate, regia di John G. Adolfi (1914)
- The Belle of the School, regia di Arthur Ellery (1914)
- A Dog's Good Deed (1914)
- Conscience (1914)
- The Keeper of the Light, regia di Arthur Ellery (1914)
- Arty, the Artist (1914)
- Mother's Choice (1914)
- His Winning Way, regia di Arthur Ellery (1914)
- Little Mischief (1914)
- Jean of the Wilderness, regia di James Durkin (1914)
- Sis (1914)
- In Danger's Hour (1914)
- The Emperor's Spy (1914)
- Thirty Leagues Under the Sea, regia di Carl Gregory
- Gold, regia di Frederick Sullivan (1914)
- The Master Hand, regia di Arthur Ellery (1914)
- The Mettle of a Man (1914)
- The Varsity Race, regia di Carroll Fleming (1914)
- The Final Test, regia di Arthur Ellery (1914)
- The Harvest of Regrets, regia di Arthur Ellery (1914)
- The Trail of the Love-Lorn, regia di Eugene Moore (1914)
- The Balance of Power, regia di Arthur Ellery (1914)
- A Dog's Love, regia di Jack Harvey (1914)
- The Cripple (1914)
- The One Who Cared, regia di Arthur Ellery (1914)
- The Benevolence of Conductor 786 (1914)
- Lizards of the Desert (1914)
- The Rescue (1914)
- The Diamond of Disaster, regia di Carroll Fleming (1914)
- The Touch of a Little Hand, regia di Arthur Ellery (1914)
- Left in the Train (1914)
- Old Jackson's Girl, regia di James Durkin (1914)
- The Face at the Window, regia di Arthur Ellery (1914)
- Mr. Cinderella, regia di Eugene Moore (1914)
- A Madonna of the Poor, regia di Carroll Fleming (1914)
- The Deadline, regia di Arthur Ellery (1914)
- Shep's Race with Death, regia di Jack Harvey (1914)
- The Turning of the Road, regia di Carroll Fleming (1914)
- When Vice Shuddered, regia di Arthur Ellery (1914)
- Keeping a Husband (1914)
- The Terror of Anger, regia di Eugene Moore (1914)
- The Chasm, regia di James Durkin (1914)
- Seeds of Jealousy, regia di Arthur Ellery (1914)
- The Man with the Hoe (1914)
- Pawns of Fate, regia di James Durkin (1914)
- A Bum Mistake (1914)
- Zudora, regia di Howell Hansel e Frederick Sullivan (1914)
- Nature's Celebrities documentario (1914)
- A Messenger of Gladness (1914)
- The Adventures of a Good Fellow, regia di James Durkin (1913)
- Mrs. Van Ruyter's Stratagem, regia di Carroll Fleming (1914)
- The Wild, Wooly West, regia di Carl Gregory
- A Denver Romance, regia di Carl Gregory
- The Center of the Web, regia di Jack Harvey (1914)
- The Creator of 'Hunger' (1914)
- Naidra, the Dream Woman, regia di Eugene Moore (1914)
- The Amateur Detective, regia di Carroll Fleming (1914)
- The Reader of Minds, regia di Carroll Fleming (1914)
- In the Conservatory (1914)
- When East Meets West, regia di Carl Gregory
- The Barrier of Flames, regia di Jack Harvey (1914)
- Shadows and Sunshine (1914)
- Sid Nee's Finish, regia di Sidney Bracey (1914)
- Under False Colors (1914)
- The White Rose, regia di Jack Harvey (1914)
- A Hatful of Trouble, regia di Howell Hansel (1914)
- Lucy's Elopement, regia di Howell Hansel (1914)

### 1915
- When Fate Rebelled, regia di Jack Harvey – cortometraggio (1915)
- Shep the Sentinel, regia di Jack Harvey – cortometraggio (1915)
- The Bridal Bouquet – cortometraggio (1915)
- Her Menacing Past – cortometraggio (1915)
- Check No. 130, regia di Jack Harvey – cortometraggio (1915)
- An Inside Tip, regia di Eugene Moore – cortometraggio (1915)
- The Speed King – cortometraggio (1915)
- Pleasing Uncle – cortometraggio (1915)
- A Yellowstone Honeymoon, regia di Carl Gregory (come Carl Louis Gregory) – cortometraggio (1915)
- Yellowstone Park: Scenic No. 1, regia di Carl Gregory
- Yellowstone Park: Scenic No. 2, regia di Carl Gregory
- Yellowstone Park: Scenic No. 3, regia di Carl Gregory
- Yellowstone Park: Scenic No. 4, regia di Carl Gregory
- Yellowstone Park: Scenic No. 5, regia di Carl Gregory
- Yellowstone Park: Scenic No. 6, regia di Carl Gregory
- Graft vs. Love – cortometraggio (1915)
- An Innocent Burglar – cortometraggio (1915)
- The Dog Catcher's Bride – cortometraggio (1915)
- The Finger Prints of Fate – cortometraggio (1915)
- The Volunteer Fireman – cortometraggio (1915)
- The Home of Silence – cortometraggio (1915)
- Helen Intervenes (1915)
- In the Jury Room, regia di Carroll Fleming (1915)
- Nell's Strategy
- The Shoplifter
- The Smuggled Diamond (1915)
- Across the Way
- The Gratitude of Conductor 786
- A Man of Iron, regia di Howell Hansel (1915)
- Who Got Stung? (1915)
- His Sister's Kiddies
- The Adventure of Florence
- On Account of a Dog
- $1,000 Reward
- A Newspaper Nemesis
- On the Brink of the Abyss
- And He Never Knew, regia di Arthur Ellery (1915)
- The Mishaps of Marceline
- The Final Reckoning – cortometraggio (1915)
- Do Unto Others
- Little Bobby
- The Master's Model
- Joe Harkin's Ward
- The Stolen Jewels, regia di Jack Harvey (1915)
- The Duel in the Dark
- The Skinflint, regia di Jack Harvey (1915)
- Jealousy, regia di Carroll Fleming (1915)
- The Spirit of Uplift
- The Magnet of Destruction
- The Schemers (1915)
- The Life Worth While
- The Cycle of Hatred
- Just Kids, regia di William H. Stevens (1915)
- A Double Exposure
- The Moment of Sacrifice
- The Actor and the Rube
- Big Brother Bill, regia di James Durkin e Arthur Ellery (1915)
- The Undertow, regia di Jack Harvey (1915)
- The Reformation of Peter and Paul
- The Handicap of Beauty, regia di Arthur Ellery (1915)
- Fashion and the Simple Life
- Bianca Forgets
- Movie Fans, regia di Arthur Ellery (1915)
- Their One Love
- The Last Concert
- Monsieur Nikola Dupree
- A Scientific Mother, regia di Arthur Ellery (1915)
- Love and Money, regia di Carroll Fleming (1915)
- The Song of the Heart
- Ferdy Fink's Flirtations, regia di Arthur Ellery (1915)
- The Three Roses
- The Heart of the Princess Marsari (1915)
- God's Witness
- The Refugee (1915)
- The House That Jack Moved, regia di Arthur Ellery (1915)
- Daughter of Kings (1915)
- Fairy Fern Seed
- It's an Ill Wind, regia di Arthur Ellery (1915)
- The Angel in the Mask, regia di George Foster Platt (1915)
- The Girl of the Sea
- The Baby Benefactor
- Truly Rural Types
- A Freight Car Honeymoon
- The Patriot and the Spy, regia di Jack Harvey (1915)
- The Six-Cent Loaf
- His Guardian Auto, regia di Arthur Ellery e Jack Harvey (1915)
- Through Edith's Looking Glass
- Bud Blossom
- The Country Girll, regia di Frederick Sullivan (1915)
- Little Herman
- In the Valley
- Ebenezer Explains, regia di Arthur Ellery (1915)
- The Two Cent Mystery
- Which Shall It Be? , regia di Ernest C. Warde – cortometraggio (1915)
- The Stolen Anthurium, regia di Arthur Ellery (1915)
- Innocence at Monte Carlo
- Crossed Wires, regia di Frederick Sullivan (1915)
- The Flying Twins
- The Silent Co-Ed, regia di Arthur Ellery (1915)
- Fifty Years After Appomattox
- A Maker of Guns
- Madame Blanche, Beauty Doctor, regia di Arthur Ellery (1915)
- Tracked Through the Snow
- Mercy on a Crutch
- His I.O.U.
- Dot on the Day Line Boat, regia di Arthur Ellery (1915)
- Old Jane of the Gaiety
- The Picture of Dorian Gray, regia di Eugene Moore (1915)
- P. Henry Jenkins and Mars, regia di Arthur Ellery (1915)
- His Two Patients
- Outcasts of Society
- Milestones of Life
- Getting the Gardener's Goat, regia di Arthur Ellery e Ernest C. Warde (1915)
- The Game (1915)
- When the Fleet Sailed, regia di Frederick Sullivan (1915)
- A Plugged Nickel, regia di Arthur Ellery (1915)
- The Revenge of the Steeple-Jack
- Cupid in the Olden Time
- A Message Through Flames
- Weighed in the Balance (1915)
- Gussie, the Graceful Lifeguard, regia di Arthur Ellery (1915)
- The Crogmere Ruby, regia di Ernest C. Warde (1915)
- The Marvelous Marathoner (1915)
- When Hungry Hamlet Fled (1915)
- Help! Help! (1915)
- In a Japanese Garden, regia di George Foster Platt (1915)
- Glorianna's Getaway (1915)
- Snapshots (1915)
- Monsieur Lecoq (1915)
- That Poor Damp Cow (1915)
- The Vagabonds (1915)
- A Massive Movie Mermaid (1915)
- Reincarnation
- Biddy Brady's Birthday (1915)
- From the River's Depths, regia di Clem Easton (1915)
- Pansy's Prison Pies (1915)
- The Bowl-Bearer, regia di Ernest C. Warde (1915)
- Weary Walker's Woes (1915)
- The Mother of Her Dreams (1915)
- Out of the Sea
- Superstitious Sammy
- Helen's Babies (1915)
- Bessie's Bachelor Boobs (1915)
- The Twins of the G.L. Ranch (1915)
- Simon's Swimming Soul-Mate
- The Dead Man's Keys (1915)
- Con, the Car Conductor (1915)
- A Disciple of Nietzsche (1915)
- The Miracle (1915)
- Gustav Gebhardt's Gutter Band
- The Road to Fame, regia di Ernest C. Warde – cortometraggio (1915)
- The Price of Her Silence
- A Perplexing Pickle Puzzle
- The Mystery of Eagle's Cliff
- Cousin Clara's Cookbook
- The Light on the Reef
- Dicky's Demon Dachshund
- The Has Been
- Capers of College Chaps
- The Scoop at Bellville
- Down on the Phoney Farm
- Bing-Bang Brothers
- The Long Arm of the Secret Service
- John T. Rocks and the Flivver
- Busted, But Benevolent
- The Spirit of Audubon
- Hattie, the Hair Heiress
- At the Patrician Club
- Tillie, the Terrible Typist
- The Conscience of Juror No. 10
- The Soap-Suds Star
- His Wife, regia di George Foster Platt (1915)
- The Fisherwoman
- Freddie, the Fake Fisherman
- The Commuted Sentence, regia di Ernest C. Warde – cortometraggio (1915)
- The Seventh Noon (1915)
- Clarissa's Charming Calf
- Mr. Meeson's Will
- The Mistake of Mammy Lou
- Lulu's Lost Lotharios
- The Little Captain of the Scouts
- The Film Favorite's Finish
- In Baby's Garden
- Hannah's Hen-Pecked Husband
- In the Hands of the Enemy (1915)
- Inspiration, regia di George Foster Platt (1915)
- A Cunning Canal Boat Cupid
- Beneath the Coat of a Butler
- The Postmaster of Pineapple Plains
- The Baby and the Boss
- The Villainous Vegetable Vender
- The Valkyrie
- All Aboard
- Foiling Father's Foes
- The Crimson Sabre
- Checking Charlie's Child
- The House Party at Carson Manor
- Minnie, the Mean Manicurist
- His Vocation
- Clarence Cheats at Croquet
- Her Confession
- The Conductor's Classy Champion
- An Innocent Traitor
- The Mill on the Floss
- Bill Bunks the Bandits
- His Majesty, the King
- The Political Pull of John
- The Necklace of Pearls
- When William's Whiskers Worked
- Ambition
- Toodles, Tom and Trouble
- Una's Useful Uncle
- Their Last Performance
- Foolish Fat Flora

### 1916
- The Optimistic Oriental Occults, regia di Anders Van Haden (1916)
- Bubbles in the Glass, regia di Ernest C. Warde – cortometraggio (1916)
- Hilda's Husky Helper (1916)
- Big Gun Making (1916)
- A Woman of the World, regia di Tom Terriss (1916)
- Belinda's Bridal Breakfast (1916)
- In the Name of the Law, regia di Eugene Nowland – cortometraggio (1916)
- The Woman in Politics, regia di Eugene Moore (1916)
- Reforming Rubbering Rosie (1916)
- Grace's Gorgeous Gowns (1916)
- The Phantom Witness, regia di Frederick Sullivan (1916)
- The Five Faults of Flo, regia di George Foster Platt (1916)
- Pete's Persian Princess (1916)
- Lucky Larry's Lady Love (1916)
- The Burglars' Picnic, regia di William Parke (1916)
- Beaten at the Bath (1916)
- Betrayed, regia di Howard M. Mitchell (1916)
- A Clever Collie's Come-Back (1916)
- The Knotted Cord
- Harry's Happy Honeymoon
- The Spirit of the Game
- Booming the Boxing Business
- Snow Storm and Sunshine, regia di Anders Van Haden (1916)
- Outwitted, regia di Howard M. Mitchell (1916)
- Perkins' Peace Party
- Silas Marner, regia di Ernest C. Warde (1916)
- Ruth's Remarkable Reception (1916)
- The Reunion, regia di William Parker (1916)
- The Oval Diamond
- Rustic Reggie's Record
- What Doris Did, regia di George Foster Platt (1916)
- Maud Muller Modernized, regia di Anders Van Haden (1916)
- Jungle Life in South America (1916)
- Oscar, the Oyster Opener (1916)
- The Cruise of Fate, regia di Ernest C. Warde (1916)
- Ambitious Awkward Andy
- The Flight of the Duchess
- Theodore's Terrible Thirst
- The Whispered Word, regia di William Parker (1916)
- Rupert's Rube Relation, regia di Anders Van Haden (1916)
- A Bird of Prey
- Pansy Post, Protean Player, regia di Arthur Ellery (1916)
- The Fifth Ace, regia di William Parker (1916)
- Pedro, the Punk Poet (1916)
- Paul's Political Pull, regia di Anders Van Haden (1916)
- Fear, regia di Lloyd Lonergan (1916)
- The Snow Shoveler's Sweetheart (1916)
- The Net
- Ruining Randall's Reputation, regia di Anders Van Haden (1916)
- Oh! Oh! Oh! Henery! (1916)
- The Traffic Cop, regia di Howard M. Mitchell (1916)
- The Professor's Peculiar Precautions
- Sapville's Stalwart Son
- The Romance of the Hollow Tree
- The Overworked Oversea Overseer
- The Sailor's Smiling Spirit, regia di Anders Van Haden (come William A. Howell) – cortometraggio (1916)
- The Girl from Chicago – cortometraggio (1916)
- Master Shakespeare, Strolling Player, regia di Frederick Sullivan (1916)
- A Man's Sins
- Simple Simon's Schooling
- Dad's Darling Daughters
- A Man of Honor (1916)
- Willing Wendy to Willie
- The Carriage of Death
- Dashing Druggist's Dilemma
- The Weakling (1916)
- The Spirit of '61
- The Skilful Sleigher's Strategy
- The Kiddies' Kaptain Kid
- When She Played Broadway
- Her Father's Gold
- Freddie's Frigid Finish
- Deteckters
- The Answer (1916)
- Steven's Sweet Sisters
- Politickers
- For Uncle Sam's Navy
- Sammy's Semi-Suicide
- Wild Birds at Home
- Disguisers
- The Nymph
- Other People's Money, regia di William Parke (1916)
- Peterson's Pitiful Plight
- Advertismenters
- John Brewster's Wife
- Where Wives Win
- Real Estaters
- Ex-President Roosevelt's Feathered Pets
- Brothers Equal
- The Window of Dreams, regia di Howard M. Mitchell – cortometraggio (1916)
- Romeoers
- Making the Major a Mayor
- Doughnuts
- Egrets and Herons (1916)
- The Fugitive, regia di Frederick Sullivan (1916)
- Guiders
- Fare, Lady
- Getting the Grafters (1916)
- The Swiss Sea Dog (1916)
- The Shine Girl
- In Mexico
- Musickers
- The Fear of Poverty, regia di Frederick Sullivan (1916)
- The Heart of a Doll
- A Flaw in the Evidence (1916)
- Saint, Devil and Woman, regia di Frederick Sullivan (1916)
- The Black Terror, regia di Fred Kelsey (1916)
- Arabella's Prince (1916)
- The Pillory, regia di Frederick Sullivan (1916)
- At the Edge of the Aqueduct (1916)
- Prudence, the Pirate, regia di William Parke (1916)
- Hidden Valley, regia di Ernest C. Warde (1916)
- The World and the Woman, regia di Frank Lloyd e Eugene Moore
- Divorce and the Daughter, regia di Frederick Sullivan (1916)
- King Lear, regia di Ernest C. Warde (1916)

### 1917
- Her New York, regia di O.A.C. Lund e di Eugene Moore (1917)
- The Image Maker, regia di Eugene Moore (1917)
- A Modern Monte Cristo, regia di Eugene Moore (1917)
- Her Life and His, regia di Frederick Sullivan (1917)
- The Vicar of Wakefield, regia di Ernest C. Warde (1917)
- Her Beloved Enemy, regia di Ernest C. Warde (1917)
- Pots-and-Pans Peggy, regia di Eugene Moore (1917)
- Mary Lawson's Secret, regia di John B. O'Brien (1917)
- When Love Was Blind, regia di Frederick Sullivan (1917)
- Hinton's Double, regia di Lloyd Lonergan e Ernest C. Warde (1917)
- The Candy Girl, regia di Eugene Moore (1917)
- An Amateur Orphan, regia di Van Dyke Brooke (1917)
- The Fires of Youth, regia di Émile Chautard (1917)
- The Woman in White, regia di Ernest C. Warde (1917)
- It Happened to Adele, regia di Van Dyke Brooke (1917)
- War and the Woman, regia di Ernest C. Warde (1917)
- The Man Without a Country, regia di Ernest C. Warde (1917)
- Under False Colors, regia di Emile Chautard (1917)
- The Heart of Ezra Greer, regia di Émile Chautard (1917)

## Distribuzione
- The Actor's Children, regia di Barry O'Neil – cortometraggio (1910)
- St. Elmo, regia di Lloyd B. Carleton e Barry O'Neil – cortometraggio (1910)
- She's Done It Again, regia di Lloyd B. Carleton – cortometraggio (1910)
- Daddy's Double, regia di Lloyd Lonergan – cortometraggio (1910)
- The Old Shoe Came Back
- A Twenty-Nine Cent Robbery
- The Sand Man's Cure
- Her Battle for Existence
- The Cigars His Wife Bought
- She Wanted to Marry a Hero – cortometraggio (1910)
- Jane Eyre, regia di Theodore Marston – cortometraggio (1910)
- The Best Man Wins – cortometraggio (1910)
- Cupid at the Circus – cortometraggio (1910)
- The Winter's Tale, regia di Theodore Marston e Barry O'Neil – cortometraggio (1910)
- The Girl of the Northern Woods, regia di Barry O'Neil – cortometraggio (1910)
- The Two Roses – cortometraggio (1910)
- The Writing on the Wall, regia di Barry O'Neil (1910)
- The Woman Hater (1910)
- The Little Hero of Holland
- Thelma – cortometraggio (1910)
- The Governor's Daughter (1910)
- Tempest and Sunshine (1910)
- The Flag of His Country
- Gone to Coney Island
- Booming Business
- The Girl Strike Leader
- The Lucky Shot
- The Converted Deacon
- The Girls of the Ghetto
- The Playwright's Love
- Uncle Tom's Cabin, regia di Barry O'Neil – cortometraggio (1910)
- The Mermaid – cortometraggio (1910)